# Simulium alberti
Simulium alberti är en tvåvingeart som beskrevs av Takaoka 2008. Simulium alberti ingår i släktet Simulium och familjen knott. Inga underarter finns listade i Catalogue of Life.